# 뇌샤텔
뇌샤텔(프랑스어: Neuchâtel, 독일어: Neuenburg 노이엔부르크[*])은 스위스 뇌샤텔주의 주도이다. 인구는 32,770명이고, 면적은 18,05km2이다. 뇌샤텔호 유역에 위치해 있다.
뇌샤텔, Corcelles-Cormondrèche, Peseux 및 Valangin의 시정촌이 2021년에 융합된 이후로, 이 도시에는 약 45,000명의 주민이 있다(수도권 지역의 경우 80,000명). 이 도시는 역사적으로 독일식 이름인 Neuenburg로 불리기도 하다. 프랑스어와 독일어 이름은 모두 ‘새로운 성’을 의미한다. 그것은 원래 부르고뉴 왕국의 일부였으며, 당시 신성 로마 제국의 일부였으며, 나중에 1707년부터 1848년까지 프로이센의 통제하에 있었으며, 1802년부터 1814년까지 나폴레옹 전쟁 중에 중단되었다. 1848년에 뇌샤텔은 스위스의 공화국이자 주가 되었다.
뇌샤텔의 공식 언어는 프랑스어이다. 뇌샤텔은 유럽 평의회와 유럽 위원회의 문화 간 도시 프로그램의 파일럿이다.

## 역사

### 선사시대

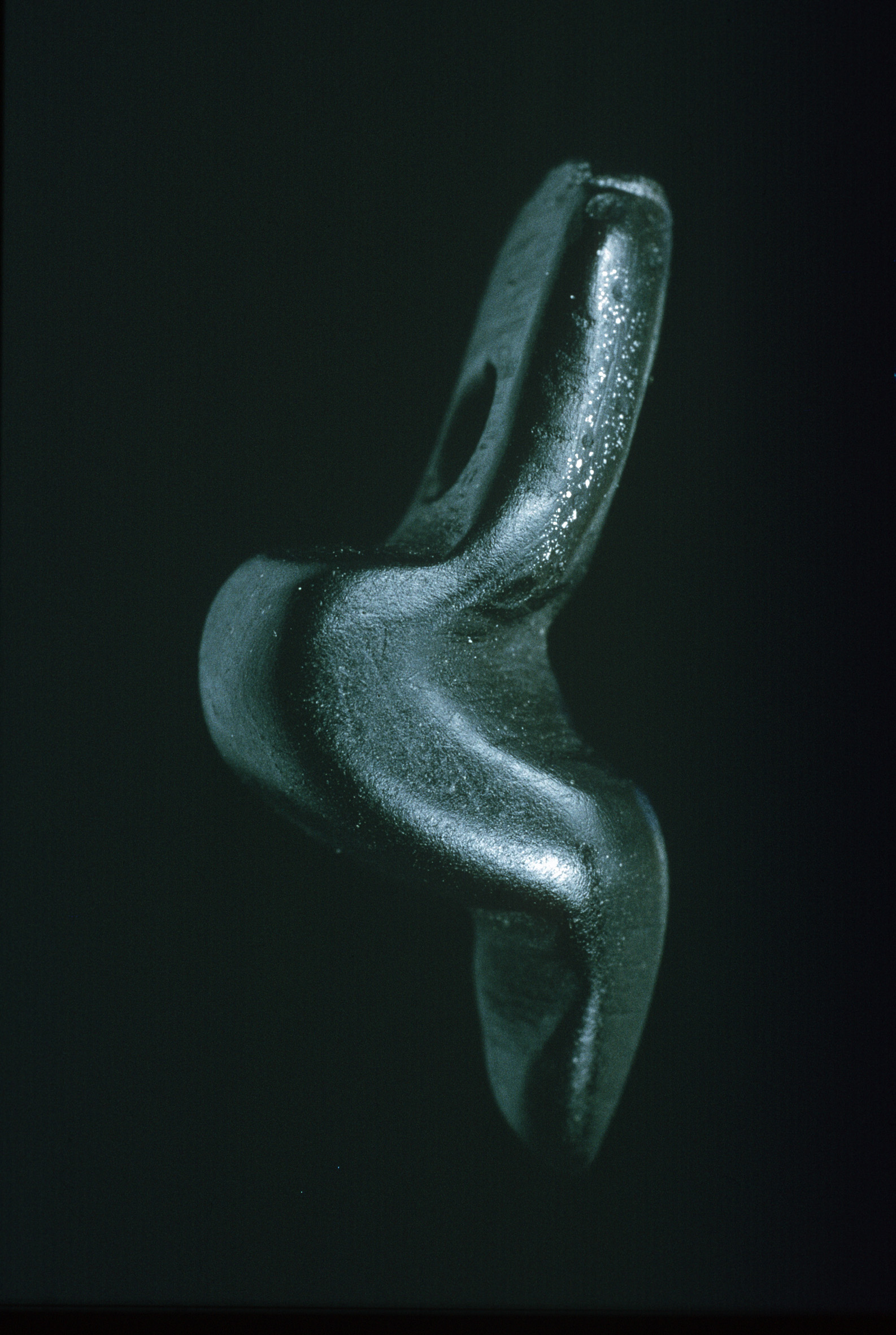
마들렌기의 끝까지 거슬러 올라가는 뇌샤텔의 비너스

도시 지역에서 가장 오래된 인간의 흔적은 기원전 13,000년으로 거슬러 올라가는 마들렌기 사냥 캠프의 유적이다. 1990년 몬루츠(La Coudre)의 A5 고속도로 건설 중에 발견되었다. 유적지는 주요 도로에서 약 5m 아래에 있었다. 화덕 주변에는 조각난 부싯돌과 뼈가 발견되었다. 부싯돌과 뼈 유물 외에도 갈탄으로 만든 세 개의 작은 귀걸이가 발견되었다. 귀걸이는 다산의 상징으로 사용되었으며, 스위스에서 가장 오래된 알려진 예술을 나타낸다. 이 첫 번째 캠프는 크로마뇽인이 이 지역에서 말과 순록을 사냥하는 데 사용했다. 아질리안 사냥꾼들은 기원전 약 11,000년에 같은 장소에 야영지를 가졌다. 기후가 변하여 그들의 먹이는 이제 사슴과 멧돼지가 되었다.
19세기 동안 붉은 교회 근처의 르 크렛에서 일부 호상 가옥의 흔적이 발견되었다. 그러나 그들의 위치는 잘 문서화되지 않았고, 유적지는 손실되었다. 1999년에는 기차역과 대학을 연결하는 푸니쿨라 철도의 하부역 건설 과정에서 정착촌이 재발견되었다. 나중에 코르테이요 문화 (신석기 시대 중기) 마을로 확인되었다. 연륜 연대학 연구에 따르면, 말뚝 일부는 기원전 3,571년에 나온 것이다.
레 카돌(Les Cadolles)의 숲에서 할슈타트 무덤(철기 시대 초기)이 발견되었다.

### 고대
레 파바흐지(Les Favarger)에서 갈로로마인과 앙드레 퐁톈(André Fontaine)에서 작은 동전 창고가 발견되었다. 1908년, 세리에(Serrières) 입구의 발굴에서 2세기와 3세기의 갈로로마인의 목욕탕이 발견되었다.

### 중세
주의 가장 중요한 메로빙거 묘지 중 하나가 세리에의 레 바튜(Les Battieux)에서 발견되었다. 1982년에는 7세기부터 38개의 무덤이 발굴되었으며, 그중 많은 부분이 은상감 또는 은도금 벨트 버클을 포함하고 있다. 또한 세리에에 있는 생장(Saint-Jean) 교회에서는 7세기 사당 유적이 발굴되었다.
1011년, 부르고뉴의 루돌프 3세는 그의 아내 에르멘가르드에게 호숫가에 있는 노붐 카스텔룸(Novum castellum, 새 성이라는 의미)을 선물했다. 이 새로운 성이 오래된 성을 대체한 것으로 오랫동안 여겨져 왔으나 그 위치나 설계에 대해서는 알려진 바가 없다. 이 선물을 할 당시에 뇌샤텔은 아마도 새로 만들어진 왕실의 중심이었을 것이다. 이 왕궁은 부르고뉴 왕의 서쪽 영지를 관리하는 다른 왕실 영지를 보완하기 위해 그 즈음에 만들어진 것이었다.
초대 뇌샤텔 백작은 직후에 명명되었으며, 1214년에 그들의 영역을 공식적으로 도시라고 불렀다.

### 근세
3세기 동안 뇌샤텔 백작은 번성했다. 1530년 뇌샤텔 사람들은 종교개혁을 받아들였고, 그때부터 그들의 도시와 영토는 불가분의 것이라고 선언되었다. 미래의 통치자들은 시민들로부터 임명을 받아야 했다.
권력과 위상이 올라가면서 뇌샤텔은 17세기 초 공국의 수준으로 올라갔다. 1707년, 느무르의 여공작이자 뇌샤텔의 공주 마리 드 느무르가 사망하자 사람들은 15명의 청구인 중에서 그녀의 후계자를 선택해야 했다. 그들은 새 왕자가 무엇보다도 개신교도가 되기를 원했고, 또한 영토를 보호할 만큼 충분히 강하면서도 그들이 좌지우지할 수 있을만큼 충분히 멀리 떨어져 있기를 원했다. 루이 14세는 적극적으로 많은 프랑스인들이 이 작위에 오르게 했지만, 뇌샤텔루아 사람들은 프로이센의 프리드리히 1세에게 유리하게 그들을 넘겨주었다. 프리드리히는 오라녜나사우가를 통해 다소 복잡한 방식으로 그의 권리를 주장했다.  뇌샤텔은 필요한 안정성이 보장되면서,상업과 산업(시계 제조 및 레이스 포함), 은행업이 꾸준히 확장되면서 황금기에 접어들었다.

### 현대
19세기로 접어들면서 프로이센의 왕은 나폴레옹 1세에게 패배하고 하노버를 유지하기 위해 뇌샤텔을 포기할 수밖에 없었다. 나폴레옹의 야전 원수인 베르티에는 뇌샤텔의 왕자가 되어 도로를 건설하고 기반 시설을 복원했지만, 실제로는 그의 영지에 발을 들이지는 못했다. 나폴레옹 몰락 후 프로이센의 프리드리히 빌헬름 3세는 뇌샤텔이 다른 스위스 칸톤과 연결될 것을 제안함으로써 자신의 권리를 다시 주장했다. 1814년 9월 12일 뇌샤텔은 21번째 주의 주도가 되었지만, 프로이센의 공국으로 남았다. 뇌샤텔이 1848년 3월 1일에 왕실의 과거를 떨쳐내고 스스로를 스위스 연방 내의 공화국으로 선언하기까지는 수십 년 동안의 무혈혁명이 필요했다. 프로이센은 1856~1857년 뇌샤텔 위기 이후 주에 대한 소유권을 양도했다.
2021년 1월 1일 꼬셀-꼬몸드레쉬(Corcelles-Cormondrèche), 뻬슈(Peseux) 및 발랑장(Valangin) 세 지자체가 뇌샤텔 시로 합병되었다.

## 지리
2021년 지자체가 합병되기 전 뇌샤텔의 면적은 2009년 기준으로 18.1k㎡였다. 이 지역 중 1.84k㎡ (10.2%)가 농업 목적으로 사용되었으며 9.74k㎡ (53.8%)가 산림이었다. 나머지 토지 중 6.42k㎡ (35.5%)가 정착(건물 또는 도로), 0.03k㎡(0.2%)가 강이나 호수였으며, 0.02k㎡(0.1%)는 불모지였다.
건축면적 중 공업용 건물이 전체 면적의 2.2%, 주택과 건물이 18.0%, 교통 기반 시설이 10.1%를 차지했다. 공원, 녹지대, 운동장이 4.3%를 차지했다. 산림면적 중 51.8%는 산림이 우거져 있고 2.0%는 과수원이나 작은 나무 군락으로 덮여 있다. 농경지 중 1.4%는 작물 재배에 사용되었고 8.0%는 목초지였다. 시정촌의 모든 물은 호수에 있다.
이 도시는 뻬슈(Peseux)에서 동쪽으로 몇 킬로미터, 생블레즈(Saint-Blaise)에서 서쪽으로, 뇌샤텔 호수의 북서쪽 해안에 위치한다. 뇌샤텔 위의 도로와 기차 트랙은 쥐라산맥의 주름과 능선으로 가파르게 올라간다. 양쪽에 이어지는 산처럼 이곳은 거칠고 구릉이 많은 주로, 남쪽의 높은 알프스에 비해 정확히 산이 많지는 않지만, 여전히 외딴 바람이 부는 거주지와 깊고 험준한 계곡이 특징이다. 한때 유명했던 라쇼드퐁과 르로클 마을을 중심으로 유명한 스위스 시계 제조산업의 중심지이기도 하다. 둘 다 방문자를 끌어들이기 위해 시계의 과거에 크게 의존한다. 두강(Doubs)은 프랑스와의 국경을 표시하며 협곡에 자리 잡고 있으며, 경로를 따라 인상적인 폭포인 두 폭포(Saut du Doubs)와 호수인 브루네 호수(Lac des Brenets)를 형성한다.
지자체는 2018년 1월 1일에 행정 구역 지위가 말소될 때까지 뇌샤텔구의 수도였다.

### 기후
| 뇌샤텔 (1981-2010)의 기후 | 뇌샤텔 (1981-2010)의 기후 | 뇌샤텔 (1981-2010)의 기후 | 뇌샤텔 (1981-2010)의 기후 | 뇌샤텔 (1981-2010)의 기후 | 뇌샤텔 (1981-2010)의 기후 | 뇌샤텔 (1981-2010)의 기후 | 뇌샤텔 (1981-2010)의 기후 | 뇌샤텔 (1981-2010)의 기후 | 뇌샤텔 (1981-2010)의 기후 | 뇌샤텔 (1981-2010)의 기후 | 뇌샤텔 (1981-2010)의 기후 | 뇌샤텔 (1981-2010)의 기후 | 뇌샤텔 (1981-2010)의 기후 |
| 월                        | 1월                       | 2월                       | 3월                       | 4월                       | 5월                       | 6월                       | 7월                       | 8월                       | 9월                       | 10월                      | 11월                      | 12월                      | 연간                      |
| ------------------------- | ------------------------- | ------------------------- | ------------------------- | ------------------------- | ------------------------- | ------------------------- | ------------------------- | ------------------------- | ------------------------- | ------------------------- | ------------------------- | ------------------------- | ------------------------- |
| 일평균 최고 기온 °C (°F)  | 3.3 (37.9)                | 5.0 (41.0)                | 9.9 (49.8)                | 14.1 (57.4)               | 18.6 (65.5)               | 22.1 (71.8)               | 24.9 (76.8)               | 24.3 (75.7)               | 19.5 (67.1)               | 13.9 (57.0)               | 7.6 (45.7)                | 4.3 (39.7)                | 14.0 (57.2)               |
| 일일 평균 기온 °C (°F)    | 1.2 (34.2)                | 2.1 (35.8)                | 5.9 (42.6)                | 9.5 (49.1)                | 13.9 (57.0)               | 17.2 (63.0)               | 19.7 (67.5)               | 19.2 (66.6)               | 15.2 (59.4)               | 10.7 (51.3)               | 5.3 (41.5)                | 2.3 (36.1)                | 10.2 (50.4)               |
| 일평균 최저 기온 °C (°F)  | −0.7 (30.7)               | −0.4 (31.3)               | 2.5 (36.5)                | 5.5 (41.9)                | 9.7 (49.5)                | 12.9 (55.2)               | 15.1 (59.2)               | 14.8 (58.6)               | 11.6 (52.9)               | 8.0 (46.4)                | 3.1 (37.6)                | 0.4 (32.7)                | 6.9 (44.4)                |
| 평균 강수량 mm (인치)     | 70 (2.8)                  | 63 (2.5)                  | 69 (2.7)                  | 68 (2.7)                  | 88 (3.5)                  | 87 (3.4)                  | 85 (3.3)                  | 103 (4.1)                 | 93 (3.7)                  | 89 (3.5)                  | 75 (3.0)                  | 89 (3.5)                  | 978 (38.5)                |
| 평균 강수일수 (≥ 1.0 mm)  | 9.9                       | 9.3                       | 9.9                       | 9.7                       | 11.9                      | 10.6                      | 9.9                       | 10.0                      | 8.6                       | 10.4                      | 9.7                       | 10.4                      | 120.3                     |
| 평균 상대 습도 (%)        | 84.9                      | 79.7                      | 72.6                      | 68.1                      | 68.5                      | 67.3                      | 64.9                      | 68.5                      | 73.5                      | 80.4                      | 82.2                      | 84.4                      | 74.6                      |
| 평균 월간 일조시간        | 45                        | 81                        | 137                       | 165                       | 185                       | 208                       | 238                       | 221                       | 166                       | 99                        | 57                        | 39                        | 1,641                     |
| 출처: MeteoSwiss          |                           |                           |                           |                           |                           |                           |                           |                           |                           |                           |                           |                           |                           |

## 인구통계
2020년 12월 기준, 뇌샤텔의 인구는 33,455명이다. 2008년 기준으로 인구의 32.1%가 거주하는 외국인이다. 2000년부터 2010년까지 10년 동안 인구는 3.9%의 비율로 변화했다. 이주로 인해 2.4%의 비율로, 출생 및 사망으로 인해 1%의 비율로 변경되었다.
2008년 기준으로 인구는 남성 47.7%, 여성 52.3%이다. 인구는 10,371명의 스위스 남성(인구의 31.5%)과 5,344명(16.2%)의 비스위스계 남성으로 구성되었다. 스위스 여성은 12,366명(37.5%), 비스위스계 여성은 4,892명(14.8%)이었다. 시정촌 인구 중 8,558명(약 26.0%)이 뇌샤텔에서 태어나 2000년에 그곳에서 살았다. 같은 주에서 태어난 5,134명(15.6%)이 있었고, 스위스 타지에서 태어난 7,744명(23.5%)이 있었다. 10,349명(31.4%)이 스위스 이외의 외국 지역에서 태어났다.
2000년 기준으로 아동·청소년(0~19세)이 19.3%, 성인(20~64세)이 63.1%, 노인(64세 이상)이 17.6%를 차지한다.
2000년 기준으로 시정촌에 미혼이거나 독신인 사람은 14,143명이다. 기혼자는 14,137명, 미망인은 2,186명, 이혼한 사람은 2,448명이다.
2000년 기준으로 시정촌의 개인가구는 15,937세대로 가구당 평균 2.0명이다. 1인 가구는 7348가구, 5인 이상 가구는 547가구였다. 2000년에는 총 15,447채(전체의 89.9%)가 상설 임대되었으며, 1,429채(8.3%)가 계절적 임대, 311채(1.8%)가 비어 있었다. 2009년 기준 신규주택 건설률은 인구 1000명당 2.5세대였다.
2003년 현재 뇌샤텔의 평균 아파트 임대료는 월 921.35 스위스 프랑 (CHF)이었다(2003년부터 US$740, £410, €590 약 환율). 방 1개짜리 아파트의 평균 가격은 451.40 CHF(US$360, £200, €290)였고, 방 2개짜리 아파트는 약 675.66 CHF(US$540, £300, €430), 방 3개짜리 아파트는 약 825.15 CHF(US$660, £370, €530) 및 6개 이상의 방 아파트 비용은 평균 1647.88 CHF(US$1320, £740, €1050)이다. 뇌샤텔의 평균 아파트 가격은 전국 평균 1116CHF의 82.6%였다. 2010년 뇌샤텔의 공실률은 0.53%였다.

### 과거인구
역사적 인구는 다음의 차트와 같다:
| 역사적 인구 데이터 | 역사적 인구 데이터 | 역사적 인구 데이터 | 역사적 인구 데이터 | 역사적 인구 데이터 | 역사적 인구 데이터 | 역사적 인구 데이터 | 역사적 인구 데이터 | 역사적 인구 데이터 | 역사적 인구 데이터 | 역사적 인구 데이터 | 역사적 인구 데이터 |
| 연도               | 총 인구            | 프랑스어           | 독일어             | 개신교             | 가톨릭             | 기타               | 유대교             | 이슬람             | 무교               | 스위스             | 비스위스계         |
| ------------------ | ------------------ | ------------------ | ------------------ | ------------------ | ------------------ | ------------------ | ------------------ | ------------------ | ------------------ | ------------------ | ------------------ |
| 1850               | 7,901              |                    |                    | 7,098              | 789                |                    |                    |                    |                    | 7,068              | 833                |
| 1870               | 12,934             |                    |                    | 11,012             | 2,327              |                    |                    |                    |                    | 11,306             | 2,284              |
| 1888               | 16,565             | 11,511             | 4,651              | 13,973             | 2,387              | 143                | 94                 |                    |                    | 14,447             | 2,118              |
| 1900               | 21,195             | 15,566             | 4,596              | 17,548             | 3,500              | 232                | 80                 |                    |                    | 18,108             | 3,087              |
| 1910               | 24,171             | 17,543             | 5,161              | 19,750             | 3,944              | 476                | 111                |                    |                    | 20,625             | 3,546              |
| 1930               | 22,668             | 17,027             | 4,612              | 18,615             | 3,638              | 306                | 63                 |                    |                    | 20,640             | 2,028              |
| 1950               | 27,998             | 21,897             | 4,784              | 21,439             | 5,891              | 308                | 58                 |                    |                    | 26,307             | 1,691              |
| 1970               | 38,784             | 26,200             | 5,117              | 21,882             | 15,262             | 2,352              | 59                 | 76                 | 791                | 30,012             | 8,772              |
| 1990               | 33,579             | 24,579             | 2,467              | 13,198             | 13,305             | 4,462              | 55                 | 481                | 5,634              | 24,250             | 9,329              |
| 2000               | 32,914             | 25,881             | 1,845              | 10,296             | 10,809             | 3,767              | 58                 | 1,723              | 7,549              | 22,801             | 10뇌샤텔호,113     |

### 언어
2000년을 기준으로, 인구 대부분인 25,881명(78.6%)이 프랑스어를 모국어로 사용한다. 독일어는 1,845명(5.6%)으로 두 번째로 많이 사용하며, 이탈리아어가 1,421명(4.3%)으로 세 번째를 차지한다. 로만슈어를 말하는 사람은 약 6명이다.

### 종교
뇌샤텔은 역사적으로 개신교였지만, 이후 이민으로 인해 가톨릭이 다수를 이루었다. 2000년 인구 조사에서 로마 가톨릭 신자는 10,809명(32.8%)였고, 스위스 개혁 교회는 9,443명(28.7%)이었다. 나머지 인구 중 정교회 교인은 374명(인구의 약 1.14%), 천주교 교인은 80명(인구의 약 0.24%), 1,756명이었다. 다른 기독교 교회에 속한 개인(또는 인구의 약 5.34%). 유대인은 58명(인구의 약 0.18%)이었고 이슬람교도는 1,723명(5.23%)이었다. 불교도 99명, 힌두교 100명, 타교회 59명이었다. 7,549명(인구의 약 22.94%)이 교회에 속하지 않고, 불가지론자 또는 무신론자이며, 1,717명(인구의 약 5.22%)이 질문에 대답하지 않았다.

## 경제
뇌샤텔은 시계 산업의 중심지이자, 마이크로 기술 및 하이테크 산업의 중심지이기도 하다. 스위스 전자와 마이크로기술 센터(CSEM), 마이크로시티 혁신극, 공학 응용과학 대학 HE-Arc 및 필립모리스 인터내셔널의 큐브와 같은 연구 센터와 조직의 본거지이다. 의류 회사인 하이디닷컴도 이 도시에 본사를 설립했다.
2010년 기준으로 뇌샤텔의 실업률은 7.5%였다. 2008년 기준으로 1차 경제 부문에 46명이 고용되어 있으며, 이 부문에 약 14개 기업이 참여하고 있다. 5,658명이 2차 부문에 고용되었고, 이 부문에 261개의 기업이 있었다. 20,472명이 3차 부문에 고용되었으며, 이 부문에 1,955개의 기업이 있다. 시정촌 주민은 16,353명으로 일정 정도 고용되었으며, 그중 여성이 전체 노동력의 45.4%를 차지했다.
2008년에 정규직에 상응하는 총 일자리 수는 21,624개였다. 1차 부문의 일자리 수는 38개였으며, 그중 20개는 농업에, 18개는 임업 또는 목재 생산에 종사했다. 2차 부문의 일자리 수는 5,433개로 그 중 제조업이 4,234개(77.9%), 광업이 9개(0.2%), 건설이 1,022개(18.8%)였다. 3차 부문의 일자리는 16,153개였다. 3차 부문에서; 2,397개(14.8%)는 도소매 또는 자동차 수리업, 796개(4.9%)는 물품 이동 및 보관, 919개(5.7%)는 호텔 또는 레스토랑, 766개(4.7%)은 정보 산업에 종사했다. 1,077개(6.7%)가 보험 또는 금융 산업, 1,897개(11.7%)가 기술 전문가 또는 과학자, 1,981개(12.3%)가 교육, 2,633개(16.3%)가 의료 분야였다.
2000년에 15,535명의 시정촌으로 통근하는 근로자와 6,056명의 근로자가 출퇴근했다. 지자체는 근로자의 순수입 지자체이며, 1명이 전출될 때마다 약 2.6명의 근로자가 지자체에 전입한다. 근로 인구의 33.7%는 대중교통을 이용하여 출퇴근하고, 43.4%는 자가용을 이용하였다.

## 교육

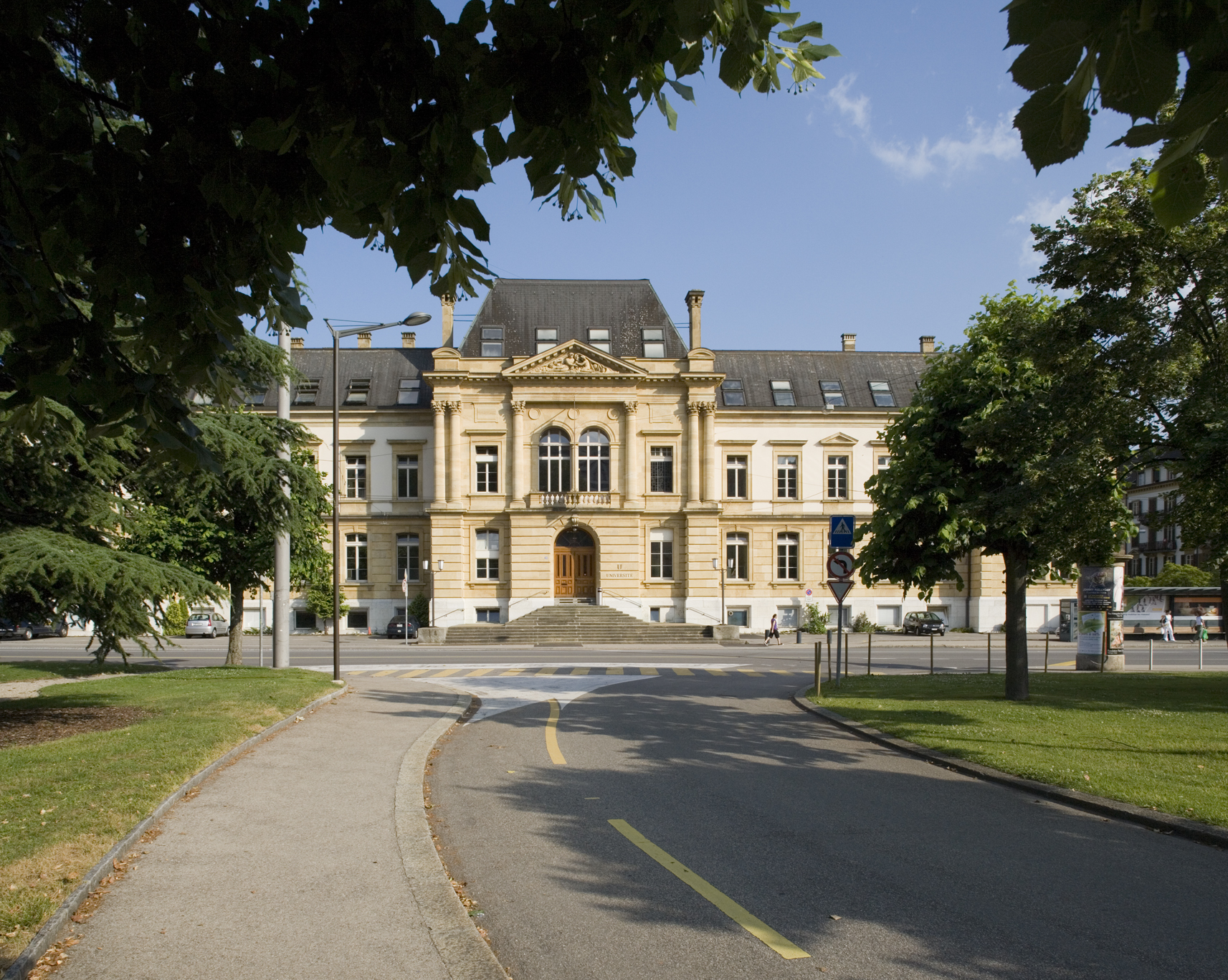
뇌샤텔 대학교

뇌샤텔에는 프랑스어를 사용하는 뇌샤텔 대학교가 있다. 이 대학에는 예술 및 인문 과학, 자연 과학, 법학, 경제학 및 신학을 포함한 5개 학부와 12개 이상의 기관이 있다. 2005-2006 학년도에는 3,595명의 학생(여자 1,987명, 남자 1,608명)이 등록했다. 예술 및 인간 과학 학부는 1,500명의 학생이 있는 뇌샤텔 대학을 구성하는 학교 중 가장 큰 학교이다. 대학의 일부 과정은 영어로 진행된다.
뇌샤텔에는 8개의 도서관이 있다: 예술 학부 도서관, 민족학 연구소 및 민족지학 박물관, 과학학부 도서관, 법학 도서관, 경제 도서관, 국립 도서관 신학부, 도서관 조정 서비스 및 Haute École Arc-Santé . 도서관에는 총 736,773권 (2008년 기준)이 있으며, 같은 해에 총 58,427권이 대출되었다.
뇌샤텔에서는 인구의 약 11,076(33.7%)이 비필수 고등교육을 이수했으며, 5,948명(18.1%)이 추가 고등교육(대학 또는 응용학문대학)을 완료했다. 고등교육을 이수한 5,948명 중 43.6%가 스위스 남성, 28.4%가 스위스 여성, 16.4%가 비스위스계 남성, 11.6%가 비스위스계 여성이었다.
뇌샤텔주의 대부분의 지자체는 2년의 비필수 유치원을 제공하고, 5년의 의무 초등교육을 제공한다. 다음 4년 동안의 의무 중등 교육은 13개의 대형 중등학교에서 제공되며, 많은 학생들이 이 학교에 다니기 위해 거주하는 지자체를 여행한다. 2010-11학년도 동안 뇌샤텔에는 총 527명의 학생이 있는 27개의 유치원 수업이 있었다. 같은 해에 78개의 초등반이 있었고 총 1,424명의 학생이 있었다. 중등학교에는 장-피아제 고등학교(Lycée Jean-Piaget)가 포함된다.
영어와 프랑스어 수업을 제공하는 11세 이하 어린이를 위한 국제 몬테소리 학교를 제외하고 뇌샤텔에는 국제 학교가 없다. 뇌샤텔 Junior College는 독특한 국제 교육을 제공하기 위해 Ville de 뇌샤텔의 비영리 재단으로 1956년에 설립되었다. 뇌샤텔 Junior College는 대학 진학 전 마지막 해에 온타리오주 12학년 교과과정과 AP(Advanced Placement)를 공부하기 위해 매년 100명 이상의 학생들을 환영하는 1년제 학교이다.
2000년 기준으로 뇌샤텔에는 3,859명의 다른 지자체에서 온 학생이 있었고, 주민 346명은 지자체 이외의 학교에 다녔다.

## 관광

### 국가중요문화재
뇌샤텔에는 국가적으로 중요한 스위스 문화유산으로 등재된 34개의 유적지가 있다. 뇌샤텔의 구시가지 전체, 작은 도시 발랑장의 꼬셀(Corcelles) 도시 마을, Bussy/Le Sorgereux 지역 및 La Borcarderie 지역은 스위스 유산 목록의 일부이다.

### 건축
뇌샤텔의 구시가지에는 약 140개의 거리 분수가 있으며 그 중 소수는 16세기에 만들어진 것이다. Place des Halles는 16세기 Maison des Halles의 폐쇄된 정면과 포탑이 있는 꾀꼬리과 같은 루이 14세 건축물에서 내려다보고 있다. 동쪽의 Rue de l'Hôpital에는 루이 14세의 수석 건축가 피에르 아드리앙 빠리(Pierre-Adrien Paris)가 설계한 웅장한 1790 Hôtel de Ville(시청)이 있다.
구시가지의 중심은 가파르게 구불구불한 Rue du Château를 통해 접근할 수 있는 언덕 꼭대기에 있다. 1185년에 시작되어 1276년에 봉헌된 Collégiale 교회는 초기 고딕 양식의 한 예이다. 교회의 동쪽 끝에는 3개의 Norman apses가 있다. 서쪽의 정문은 스테인드 글라스의 거대한 장미창으로 장식되어 있다. 아치형 내부에서 transept는 랜턴 타워에 의해 켜진다. 뇌샤텔 백작의 기념비는 합창단의 북쪽 벽에 있다. 1372년에 시작된 이 기념물은 알프스 북부에서 살아남은 유일한 예술품으로, 15세기 아치와 박공으로 둘러싸인 뇌샤텔의 과거 다양한 기사와 숙녀를 실물 크기로 그린 동상 15개로 구성되어 있다. 교회 옆에는 12세기에 건설이 시작되어 여전히 주정부 관청으로 사용 중인 성이 있다. 중세 요새의 유적인 근처의 포탑이 있는 감옥 타워에서는 다양한 시대의 뇌샤텔 모델과 함께 도시의 탁 트인 전망을 감상할 수 있다.

### 박물관
뇌샤텔에는 뇌샤텔과 Hauterive 지역의 선사시대, 특히 라텐 문화에 중점을 둔 고고학 박물관인 라테니움을 비롯한 여러 박물관이 있다. 민족지 박물관인 Musée d'ethnographie de 뇌샤텔 (MEN); 그리고 Automates Jaquet-Droz(Jaquet-Droz 기계인형)를 소장하고 있는 Musée d'Art et d' Histoire.

### 문화
2002년 여름 동안 뇌샤텔은 재정 논란의 대상이 된 여섯 번째 스위스 국가 전시회인 Expo.02를 개최한 5개 장소 중 하나였다. 뇌샤텔 국제 판타스틱 영화제는 전 세계의 환상적인 영화를 기념하기 위해 매년 개최된다. 와인 수확을 대표하는 방당 축제(Fête des Vendanges)는 전통적으로 9월 말에 열린다.

## 교통

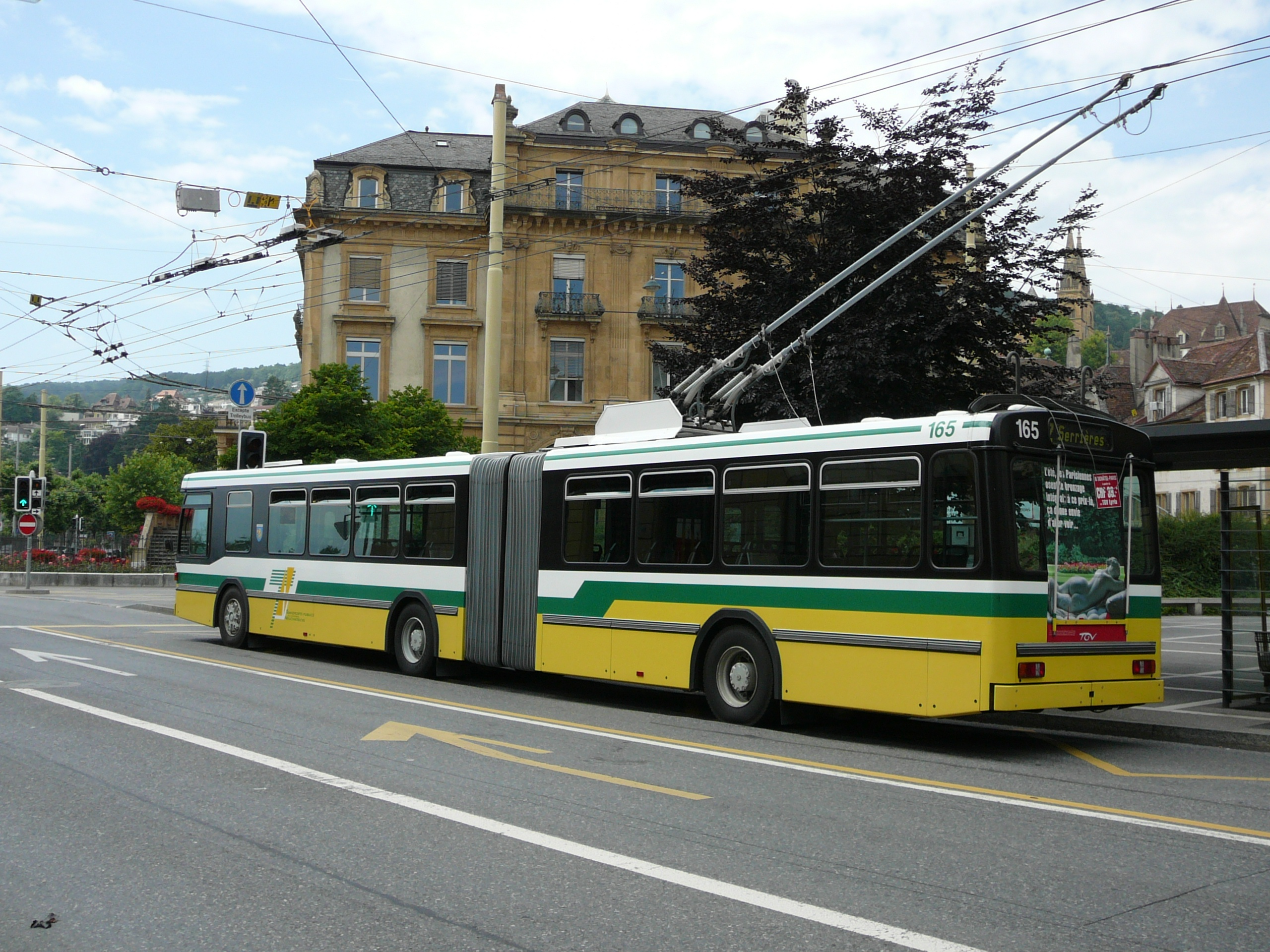
뇌샤텔의 트롤리버스

뇌샤텔에는 뇌샤텔 무궤도 전차 시스템, 케이블카 및 부드리로 가는 도시 간 경전철 노선을 운영하는 해안 공공 교통 뇌샤텔르와(TN)에서 제공하는 지역 대중교통이 있다. TN 네트워크의 총 길이는 81.2km이다. 78,400명(일일 기준으로 절반 이상 사용)에게 서비스를 제공하고 2007년에는 17,670,000명의 여행자를 수송했다.
뇌샤텔역은 스위스 연방 철도에서 운영하는 스위스에서 가장 중요한 철도 노선 중 하나인 쥐라 풋 철도(올텐–제네바 공항)의 일부를 형성한다. 역은 또한 뇌샤텔에서 파리까지 4시간 만에 연결되는 직행열차가 있는 TGV (고속 열차)가 운행하는 국경을 넘는 노선을 포함하여 여러 다른 노선의 교차점이기도 하다.
뇌샤텔 공항은 도심에서 약 6km 떨어져 있으며, 직통 트램을 이용하면 시내까지 9분이 소요된다. 상업 항공편을 제공하지 않는 작은 공항이다. 뇌샤텔은 또한 4개의 국제 공항(베른, 제네바, 바젤, 취리히)과 연결되어 있다.  각각 자동차로 58km, 122km, 131km, 153km 떨어져 있다. 제네바 공항과 취리히 공항에는 각각 1시간 17분과 1시간 49분에 도시를 연결하는 뇌샤텔까지 직행열차가 있다. 세 개의 케이블카가 도시를 운행한다.
- Funambule, 대학 근처의 타운 하부와 기차역을 연결한다.
- 푸니쿨라 락 플란
- 라 쿠드르 쇼몽 푸니쿨라

뇌샤텔과 모라 호수 항해 협회(Société de Navigation sur les Lacs de Neuchâtel et Morat SA)는 오전 6시 30분부터 오후 9시까지 뇌샤텔 호수의 17개 마을, 무르텐 호수의 6개 마을, 비엔 호수의 7개 마을에 서비스를 제공하는 보트 회사이다. 일부 보트는 무료 무선 인터넷 연결을 제공한다.

## 스포츠
뇌샤텔 Xamax는 뇌샤텔을 연고로 하는 가장 중요한 축구 클럽이다. FC Cantonal (1906)과 FC Xamax (1916)의 합병을 통해 1970년에 만들어졌다. 클럽은 스위스 최고의 축구 리그인 스위스 슈퍼 리그에서 뛰고 있다. 클럽은 스타드 드 라 말라디에르(Stade de la Maladière)에서 홈 경기를 치른다.
HC 유니 뇌샤텔은 스위스 하키 리그 시스템의 3부 리그인 마이스포츠 리그에서 뛰고 있다. 그들의 홈 경기는 7,000석의 Littoral에서 열린다.
유니언 뇌샤텔 바스켓은 스위스의 유일한 프로농구 리그인 챔피언 LNA에서 뛰는 도시 최고의 농구팀이다.